# Lonja de Palma de Mallorca
La Lonja de Palma de Mallorca o Sa Llotja es una de las obras maestras de la arquitectura gótica en Mallorca. Fue construida por Guillem Sagrera entre 1426 y 1452 (durante su segundo periodo creativo) y fue la sede del Colegio de Mercaderes, además de ser sede del gobierno insular. Pese a que la obra se le atribuye a Guillem Sagrera éste abandonó la construcción, pero un pleito con los contratantes de la obra hizo que marchase a Nápoles en 1447 para posteriormente aceptar el encargo de las obras del Castel Nuovo de Nápoles en 1450, siendo Guillermo Vilasolar referido como maestro de la obra de la Lonja en 1451 según la carta de Gaspar de Jovellanos la que refiere este dato. A Guillermo le atribuye la finalización de los adornos de algunas ventanas así como las claraboyas. Para la obra se decidió emplear dos piedras con distinta procedencia: Santañí (para columnas, claves y pavimentos) y Sollerich (para las enjutas de las bóvedas).
Las lonjas eran un tipo de construcción que habían comenzado a usarse hacía relativamente poco (mediados del siglo XIV), siendo su uso comercial para la incipiente clase de mercaderes que veían en el comercio naval un negocio en alza por el bajo coste que suponía desplazar la mercancía por mar (un 2% respecto al 15%-20% que suponía el transporte terrestre). Previo a la construcción de la Lonja de Palma se construyeron la Lonja de Tortosa (entre 1368 y 1373) o la Sala de Contratació en Barcelona (entre 1384 y 1397). En el caso barcelonés se marca la diferencia entre un edificio utilitario (como sería el caso de Tortosa) y un lugar de reunión y de posición social de los mercaderes de la ciudad.
Son esos mismos mercaderes los que piden la lonja y, nuevamente según Gaspar de Jovellanos, fue el rey Martín el 23 de marzo de 1409, en Barcelona, quien otorgará el permiso para que los mercaderes tengan colegio propio. La decisión fue apoyada por el notario del rey Bartolomé Grau (Bartolomé Gras en el texto de Jovellanos). En el permiso se concedían permisos de expropiación "y para que con el sobrante puedan hacer y construir Lonja y de la dicha ciudad; dándoseles licencia por el señor rey para tomar todos los solares ó casas necesarias ó útiles, para la construcción de dicha Lonja". Además de las presiones de los mercaderes, las inundaciones que asolaron la ciudad de Mallorca en 1403 también ayudaron para la concesión de los terrenos y permisos en el barrio del Raval de Mar, un barrio de mercaderes.

## Exterior
Guillem Sagrera también era escultor y, por consiguiente, parte del contrato implicaba esta faceta suya para la decoración de la lonja. Al marchar a Nápoles dejó la decoración sin acabar, pero destacan las estatuas de la Virgen con el Niño, san Juan, las gárgolas que decoran el edificio y, sobresaliendo entre ellas, el ángel custodio que se suponía protector de los mercaderes que habían encargado la obra.
En la puerta principal de la lonja, con orientación este, se encuentra justamente la escultura del Ángel Custodio que sostiene una banda con la leyenda "defenedor de la Mercancía". En el resto de puertas también se colocaron esculturas de ángeles con su correspondiente tabernáculo encima y las armas y escudo de la ciudad a sus lados. Además de esa escultura, se colocaron otras cuatro en las diferentes esquinas: orientada hacia Portopí se situó una de San Nicolás, en el ángulo opuesto otra de San Juan Bautista, hacia la Atrazana a Santa Catalina y, hacia la Almudayna una escultura de Santa Clara.

## Interior

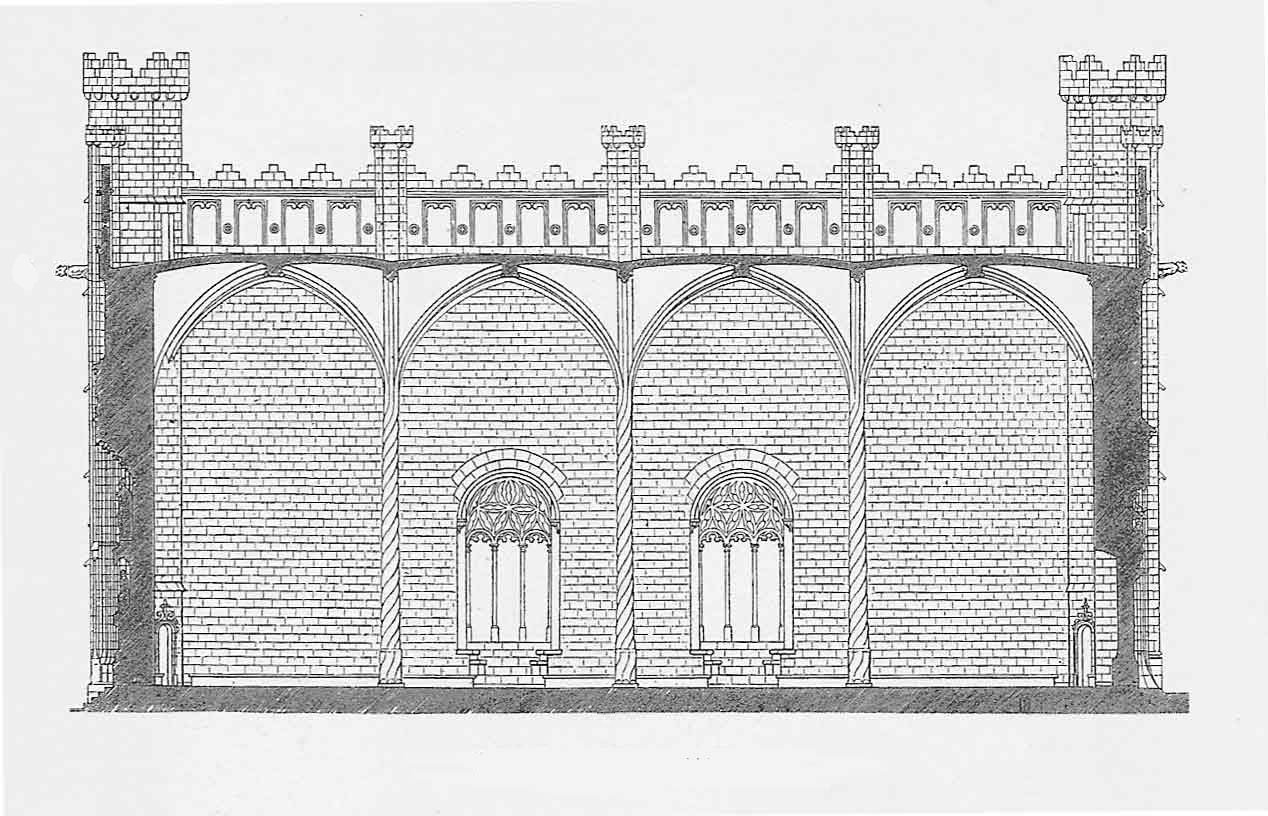
Sección de la Lonja (Archiduque Lluís Salvador, Die Balearen).

El interior de esta lonja está formado por cuatro naves de la misma altura separada por seis columnas helicoidales sin base ni capitel que se asemejan a palmeras, estas fueron imitadas en la lonja de Valencia, la iglesia de Santiago de Villena y la base de la torres de San Giorgio del Castel Nuovo de Nápoles, construcciones levantadas con posterioridad a la Lonja de Mallorca, también obra de Guillem Sagrera, aunque todas ellas se inspiraron en el aula capitular del Convento de Santo Domingo de Valencia, construida en la primera mitad del siglo XIV.

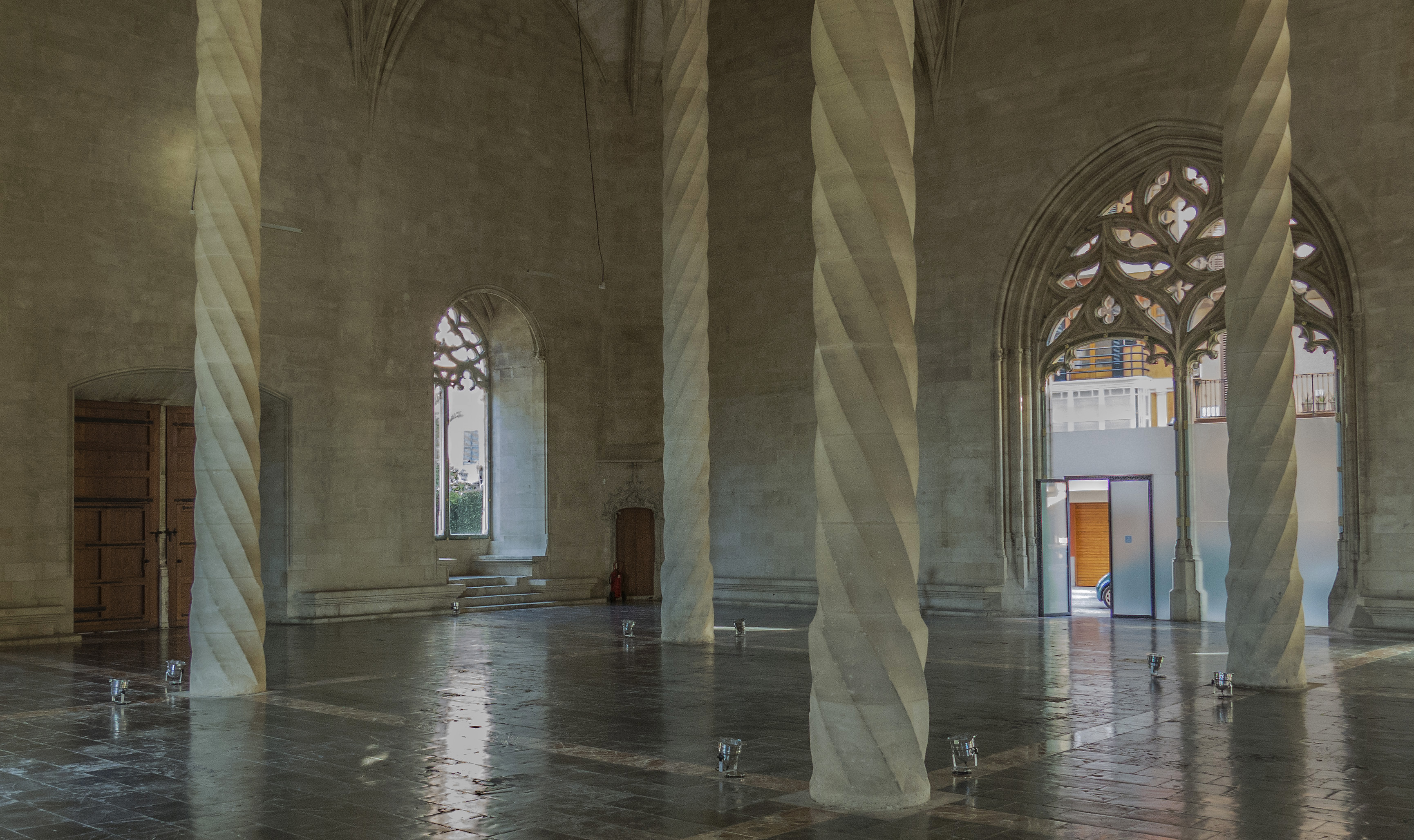
Interior de la Lonja de Palma

Los nervios de los arcos se incrustan directamente en los muros, como en la sala capitular del Catedral de Palma de Mallorca y la gran sala del Castel Nuovo de Nápoles, del mismo autor. Las llaves de la bóveda ostentan escudos de la Corona de Aragón en la nave central y el escudo de la ciudad de Mallorca en los laterales, todos con la policromía y oro originales. En la fachada de lateral hay cuatro grandes ventanales. A cada lado del portal mayor y de la fachada contraria hay dos ventanales con bóveda de crucería. En cada rincón, en chaflán hay una pequeña puerta con un arco conopial, decorado con la imagen de cada uno de los evangelistas. De estas puertas, sólo de las del lado del mar, salen una escalera de caracol para subir a la terraza. Fue sede del gobierno en el siglo XV.
Está protegido como bien de interés cultural y su código correspondiente es RI-51-0000409.